# Huckleberry Fire Lookout
Ne doit pas être confondu avec Huckleberry Mountain Fire Lookout.
Le Huckleberry Fire Lookout est une tour de guet du comté de Flathead, dans le Montana, aux États-Unis. Protégé au sein du parc national de Glacier, il est inscrit au Registre national des lieux historiques depuis le 14 février 1986.